# Castell de Kerjean
El castell de Kerjean és una construcció del segle xvi que es troba a la localitat de Saint-Vougay (departament de Finisterre, Bretanya, França).
Testimoniatge de la prosperitat de Bretanya, aquesta antiga residència senyorial és un dels exemples més bells d'arquitectura renaixentista de la regió. Està classificat com a Monument històric de França des de l'any 1911.

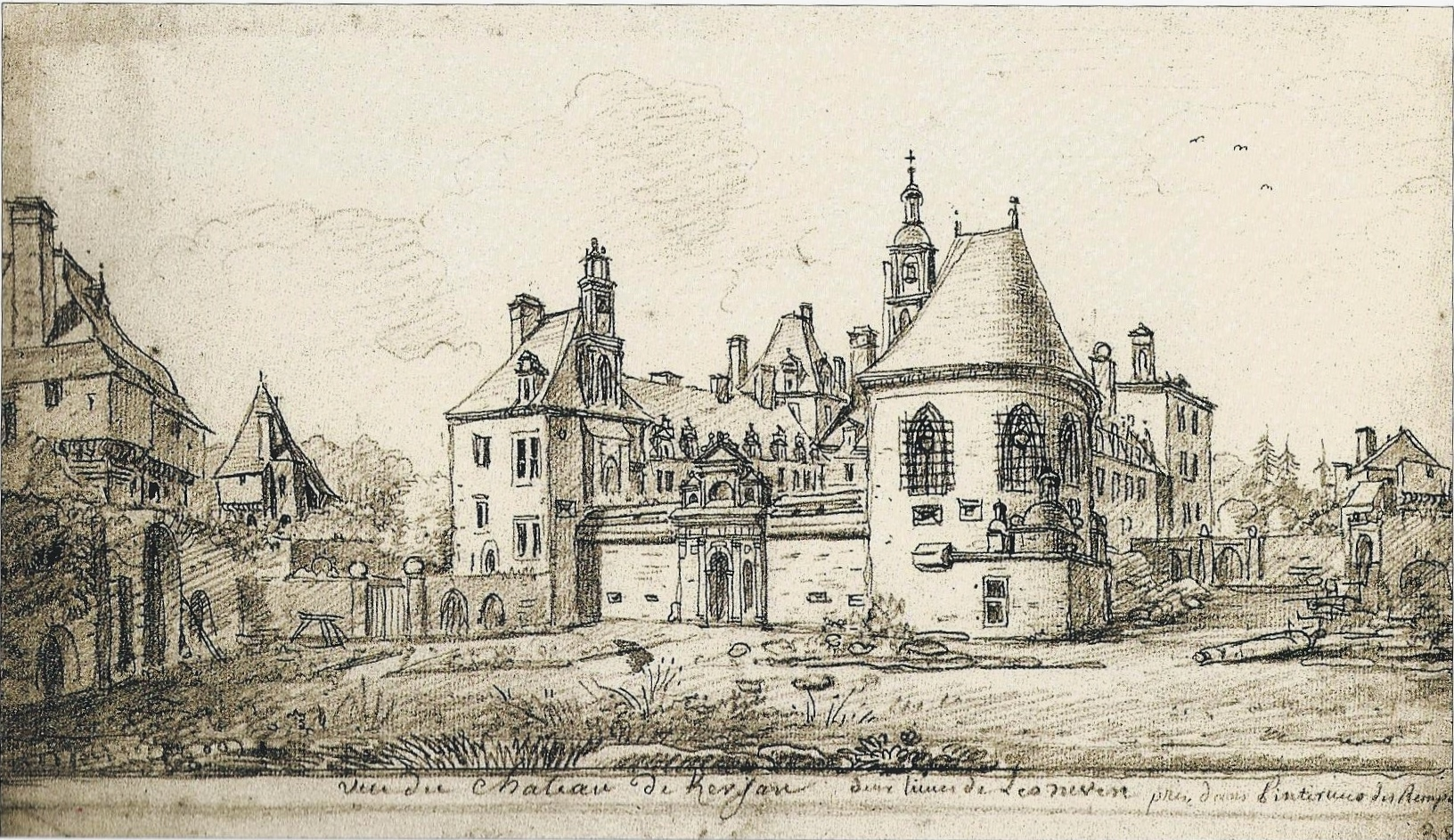
Louis-François Cassas: vista de Kerjean (dibuix de 1777)

## Història

### Construcció
A la segona meitat del segle xvi Bretanya i en particular la regió de Léon travessen un període de prosperitat econòmica. És en aquest context en el qual s'inscriu la construcció de la residència de la família Barbier, que anava a superar a totes les residències nobles de la regió.
Lloc de recepció i d'esplai, l'edifici segueix les regles de l'arquitectura del Renaixement. No obstant això les preocupacions dels Barbier no foren exclusivament estètiques, ja que es va ordenar igualment la construcció d'un fossat i d'un recinte emmurallat de forma trapezoïdal flanquejat per un petit bastió en cadascun dels angles, conjunt completament adaptat als últims progressos de l'arquitectura militar de l'època.
Així mateix es va crear un extens parc al seu al voltant i un gran colomar fet amb carreus.

### Segles XVII,xviiiixix
A l'any 1618 els Barbier van demanar a Lluís XIII que el seu domini fos erigit en marquesat. No obstant això durant la resta del segle l'edifici va ser desatès i no va recobrar la seva esplendor fins que la família Coatanscour ho va adquirir.
Testimoni d'aquest moment va ser el fast amb el qual la marquesa de Coatanscour rebia als seus convidats, període que acabaria després del seu arrest i posterior guillotinat durant la Revolució Francesa.
Després de passar breument per mans de l'estat durant la Revolució, el castell de Kerjean és venut a la família Brilhac, qui desmantella en part el castell.

### Segle XX
Després de passar a ser propietat d'altres famílies durant el segle xix, finalment l'estat francès va adquirir el castell l'any 1911.
Des de 1985 el conjunt ha passat a ser propietat del Conseil général du Finistère, qui va completar la seva restauració l'any 2005.

## Galeria d'imatges

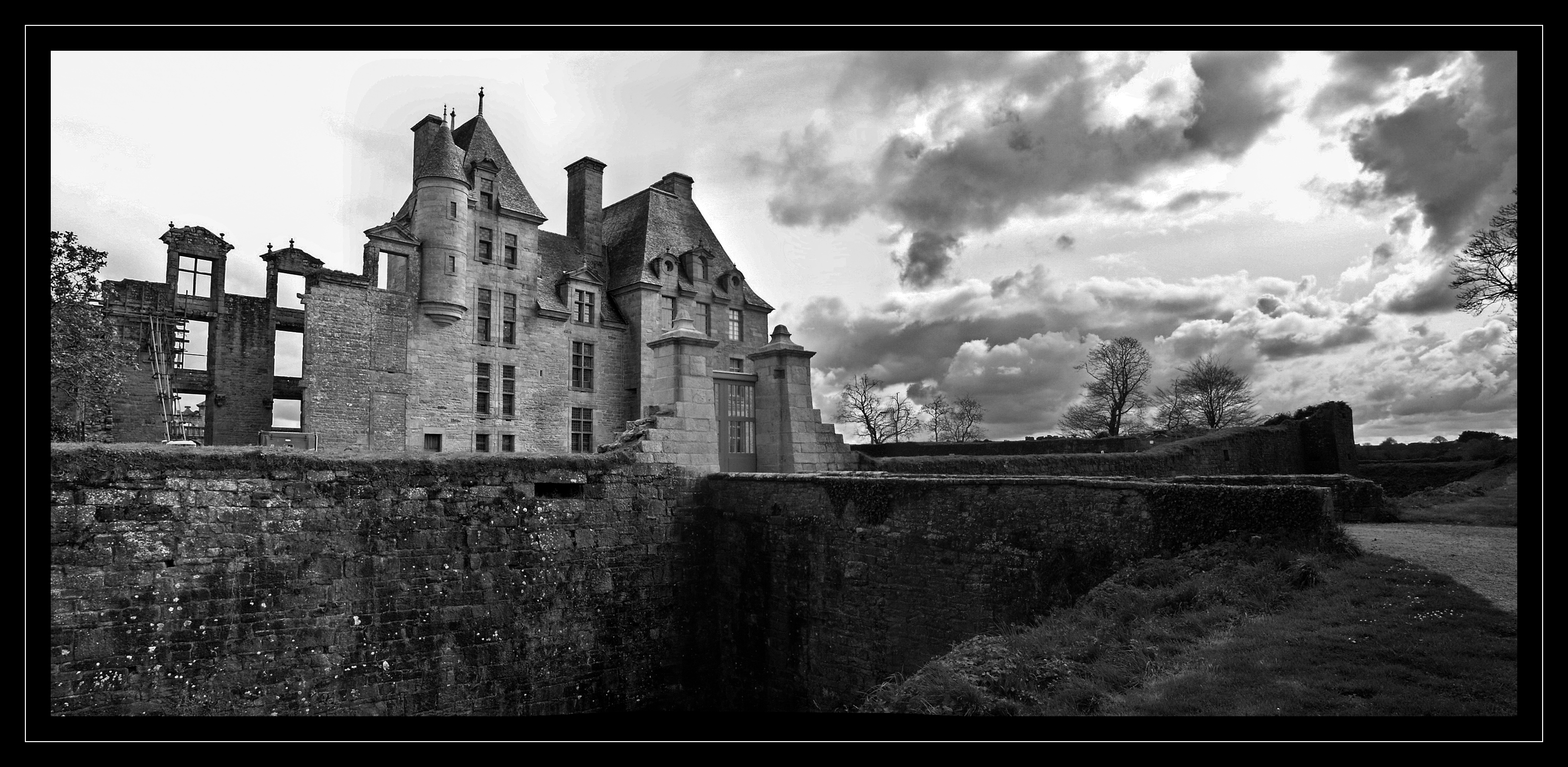
Vista del castell.
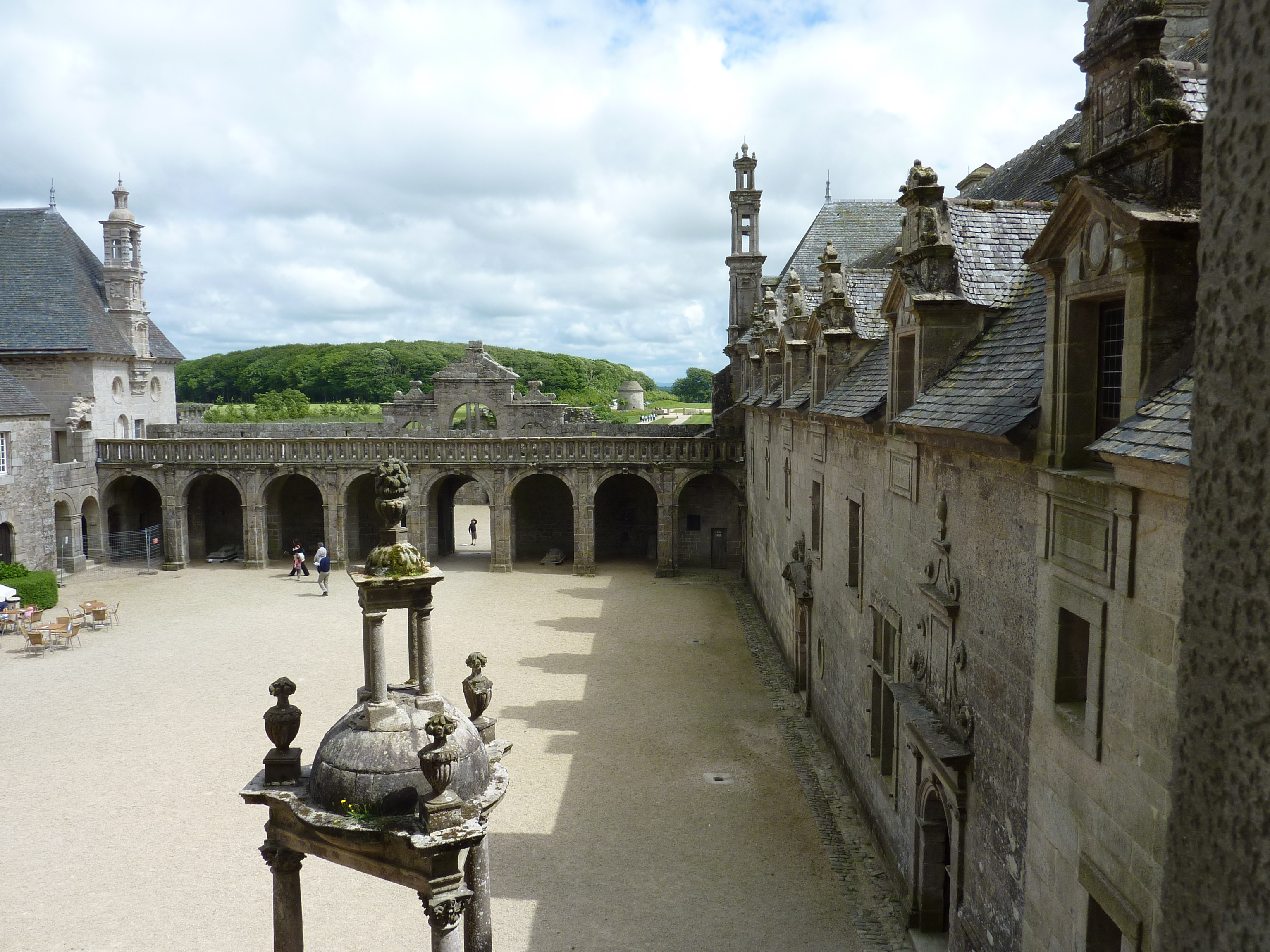
Pati, entrada i capella vista des de la residència senyorial.
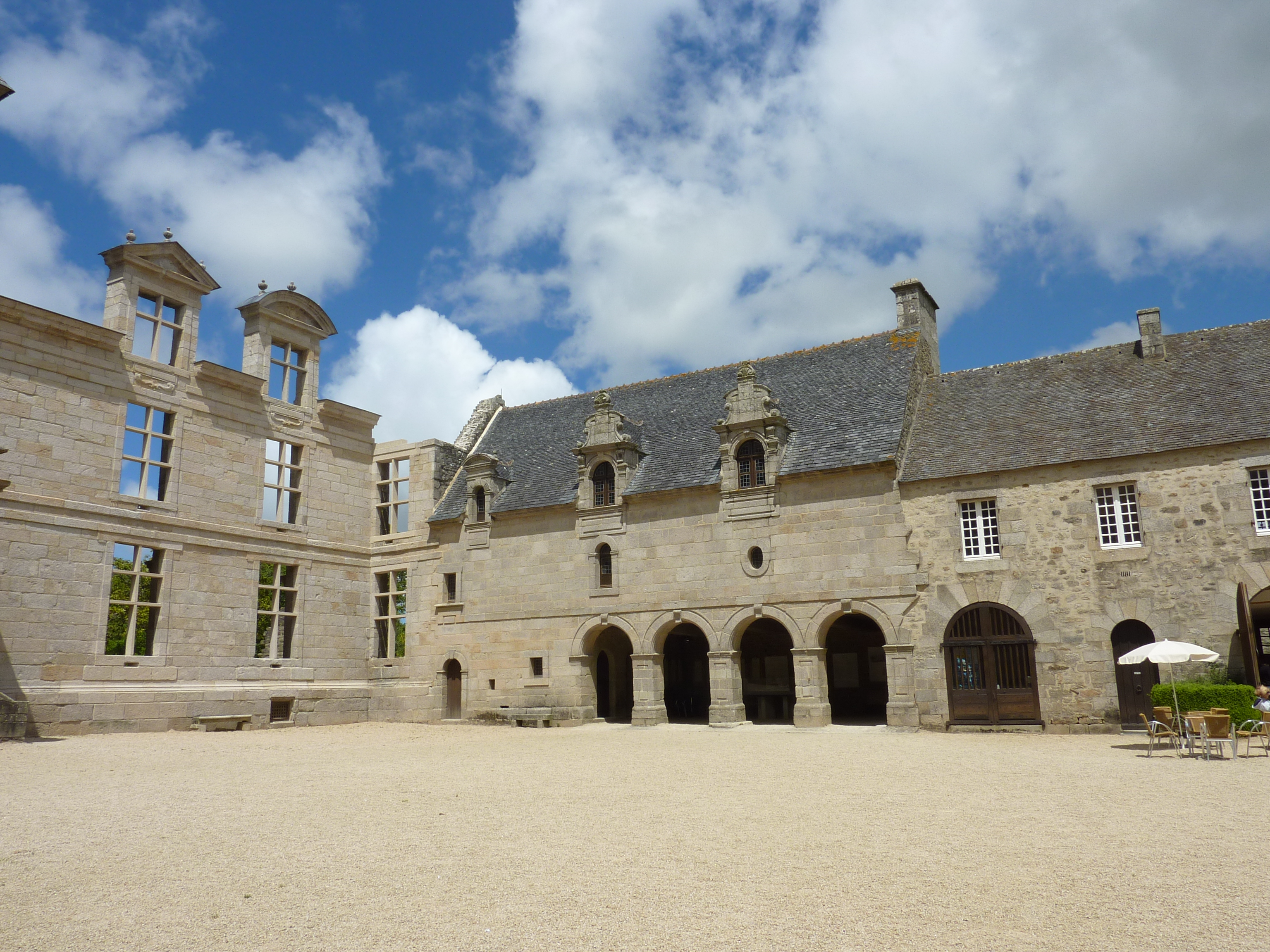
Pati interior: angle nord-est.
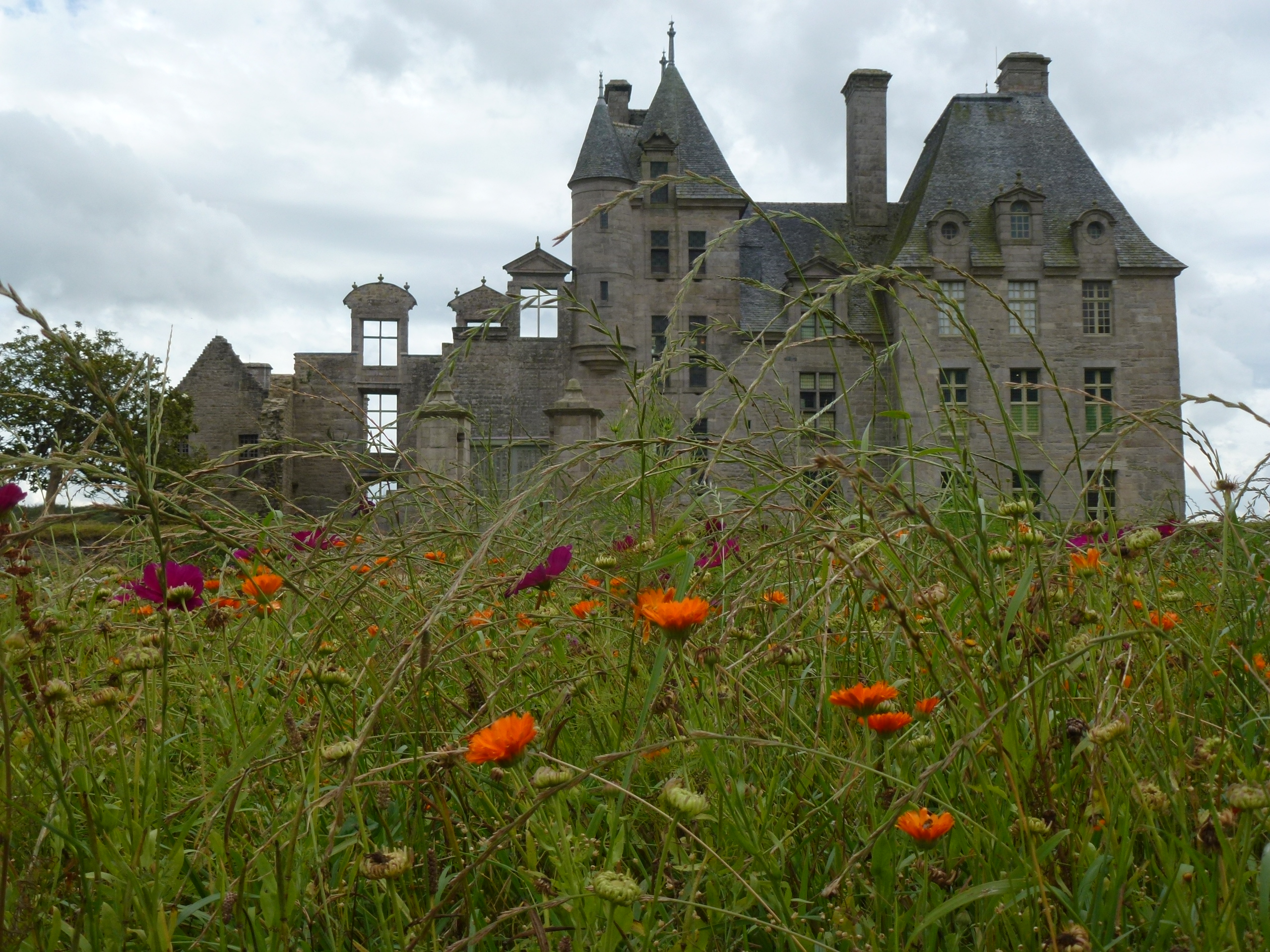
Cara nord.